# Zinkburg

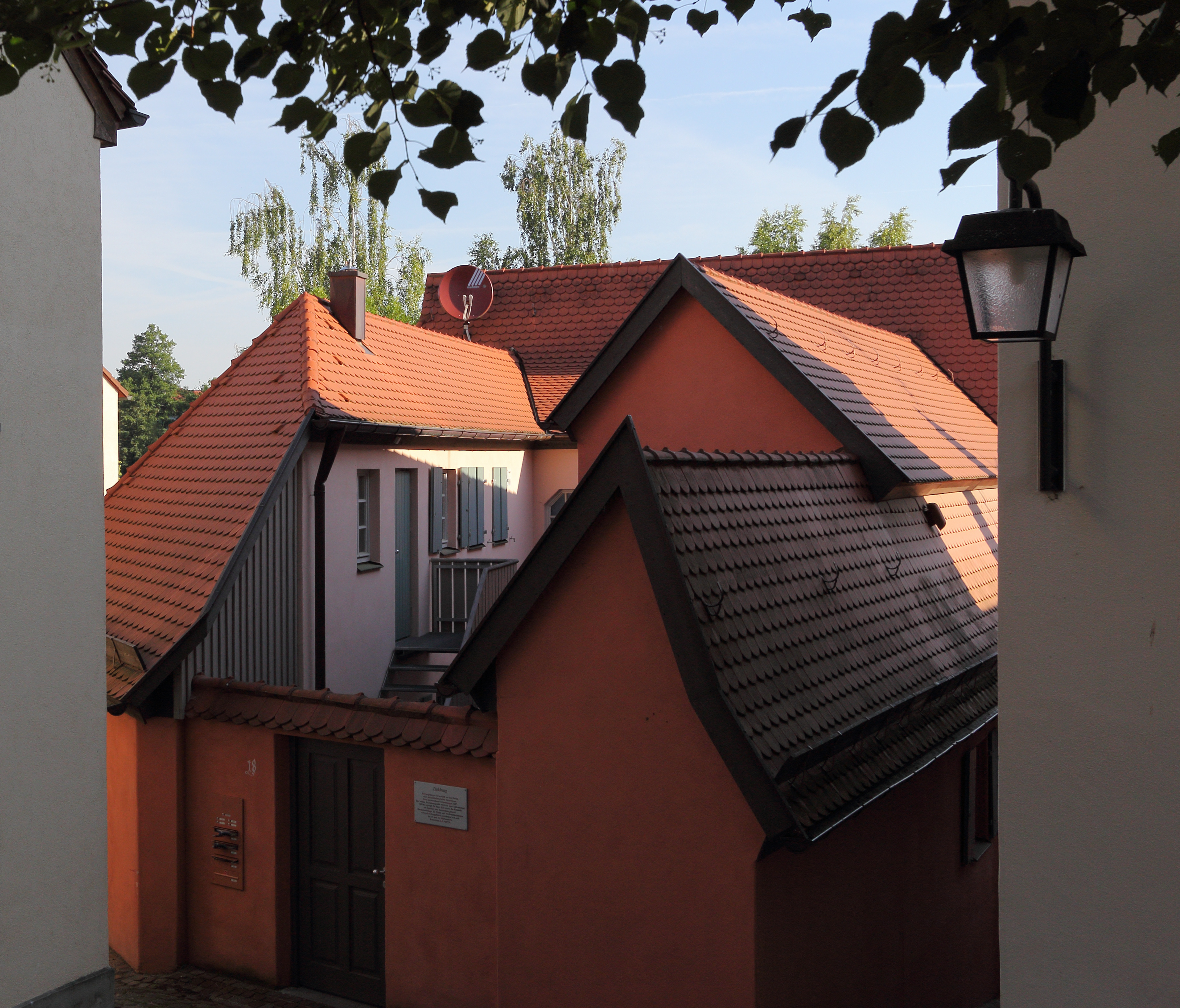
Zinkburg in Schwabach

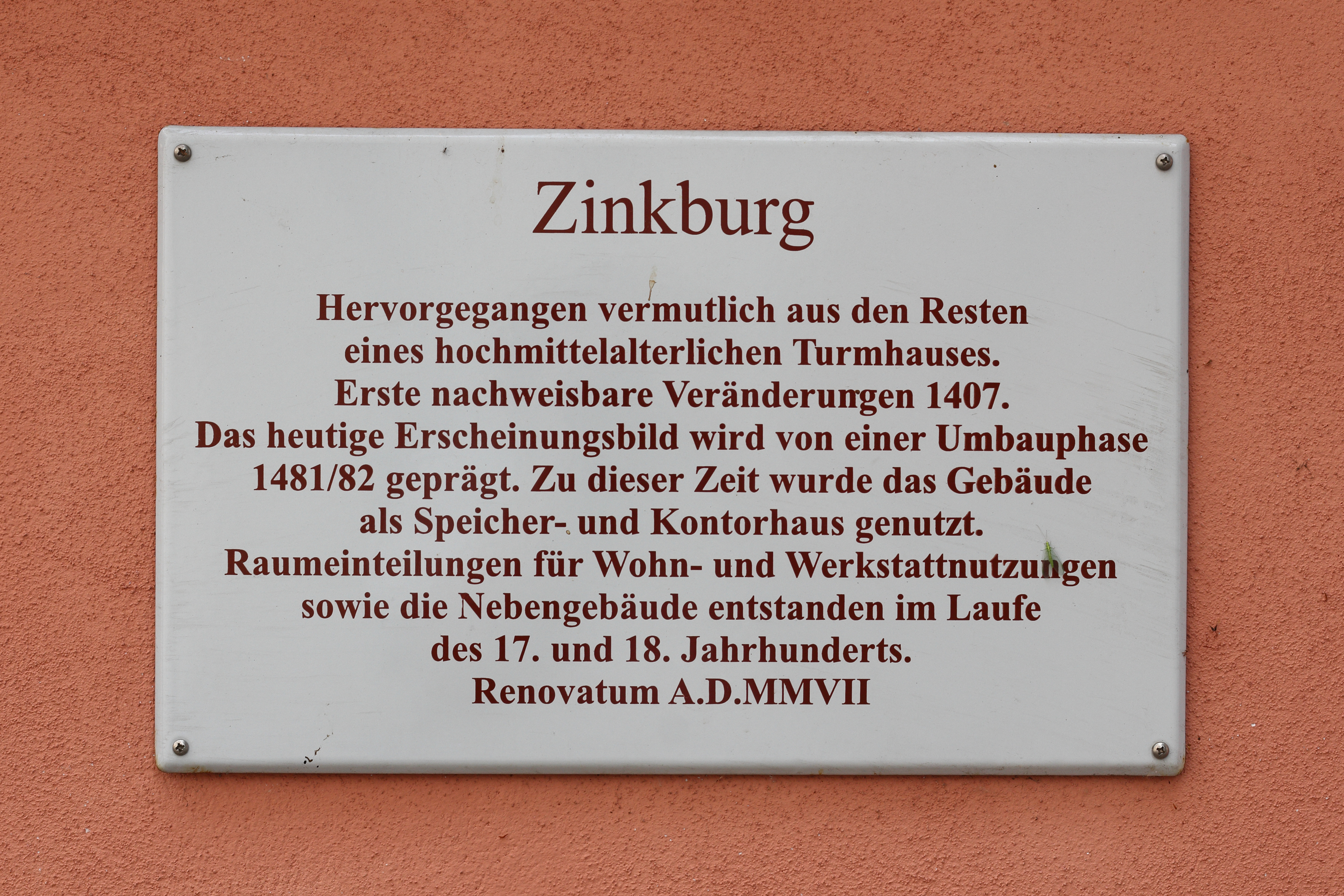
Hinweistafel

Die sogenannte Zinkburg in Schwabach, einer kreisfreien Stadt  im Regierungsbezirk Mittelfranken in Bayern, wurde wohl im 17. Jahrhundert errichtet. Das ehemalige Ackerbürgerhaus mit der Adresse Boxlohe 18 ist ein geschütztes Baudenkmal.

## Geschichte
Die nach der Besitzerfamilie des 19. Jahrhunderts benannte Zinkburg entstand durch den mehrmaligen Umbau eines spätmittelalterlichen Gebäudes. Auf der Basis eines älteren Bauteils der mittelalterlichen Stadtbefestigung entwickelte sich das heutige Anwesen über mehrere Stufen vom zweigeschossigen Hauptgebäude des 15. Jahrhunderts über im 18. Jahrhundert rückwärtig angebaute Flügelbauten zu einem geschlossenen Komplex mit Innenhof und Zugangstor des 19. Jahrhunderts.